# Ostelsheim
Die Gemeinde Ostelsheim liegt am östlichen Ende des Landkreises Calw im Hecken- und Schlehengäu. Sie gehört zur Region Nordschwarzwald und damit zum Regierungsbezirk Karlsruhe sowie zur Randzone der europäischen Metropolregion Stuttgart. Eingebettet in einem Tal liegt sie rund zehn Kilometer östlich von Calw und drei Kilometer südwestlich von Weil der Stadt.

## Geographie

### Geographische Lage
Ostelsheim liegt an der äußersten Grenze des Schwarzwaldes. Geschützt vor Unwettern ist es von Hügeln und Wäldern umringt. Typisch für die Landschaft um den Ort sind die noch weitgehend in ihrem ursprünglichen Erscheinungsbild erhaltenen Landschaftsteile mit ihren zahlreichen Heckengürteln, Steinriegeln und Schafweiden. Rund ein Viertel der 923 Hektar großen Markungsfläche besteht aus Wald.

### Nachbargemeinden
An Ostelsheim grenzen – im Uhrzeigersinn, westlich beginnend –  die Gemeinden Althengstett, Simmozheim, Weil der Stadt und Grafenau (beide Landkreis Böblingen) sowie Gechingen.

### Gemeindegliederung
Zur Gemeinde Ostelsheim gehört ausschließlich das Dorf Ostelsheim. Im Osten, direkt an der Gemeindegrenze zu Grafenau, befindet sich zudem das Gewerbegebiet Neuland.

### Schutzgebiete
Nördlich des Ortes liegt das Naturschutzgebiet Hacksberg und Steckental, welches gleichzeitig zum FFH-Gebiet Gäulandschaft an der Würm gehört. Südlich des Ortes liegen zwei Teilgebiete des FFH-Gebiets Calwer Heckengäu.

## Geschichte

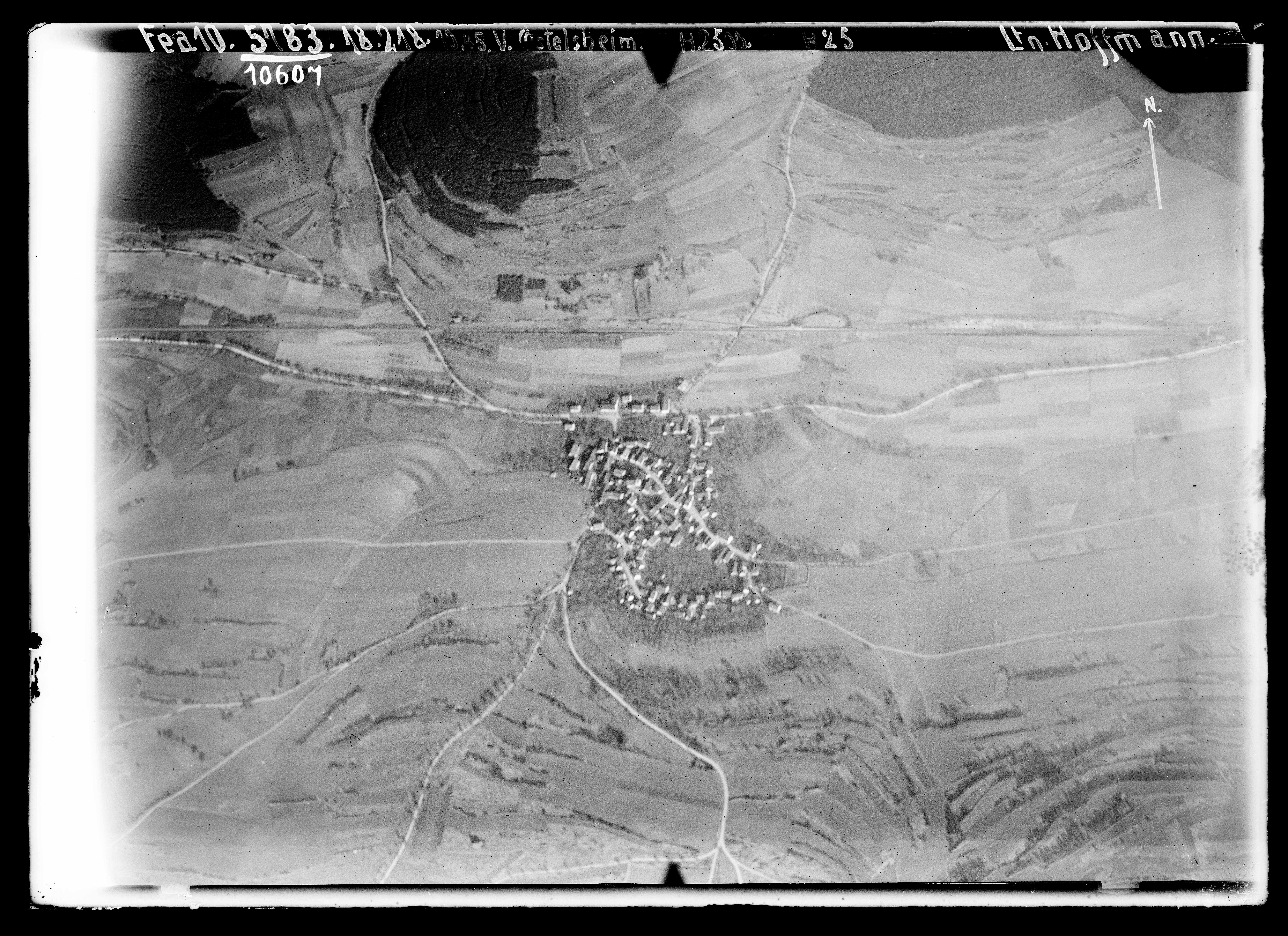
Luftbild von Ostelsheim, Februar 1918

Der Ort ist eine alemannische Gründung vermutlich aus dem 4. Jahrhundert n. Christus. Im Jahre 1357 kam der Ort von den Pfalzgrafen von Tübingen zusammen mit Böblingen an die Grafschaft Württemberg und blieb bis 1810 dem Amt Böblingen unterstellt.
Bei der Umsetzung der neuen Verwaltungsgliederung im 1806 gegründeten Königreich Württemberg wurde Ostelsheim 1810 dem Oberamt Calw zugeordnet.
Während der NS-Zeit in Württemberg fanden zwei Kreisreformen statt. Zunächst gab es 1934 lediglich eine Umbenennung des Oberamts in Kreis Calw, dem Ostelsheim von 1934 bis 1938 angehörte. Mit der größeren Kreisreform von 1938 kam Ostelsheim zum erweiterten Landkreis Calw.
Die beiden Weltkriege des 20. Jahrhunderts forderten von der Gemeinde 97 Vermisste und Gefallene.
Nach 1945 war der Ort Teil der Französischen Besatzungszone und des Landes Württemberg-Hohenzollern und kam 1952 zum neu gegründeten Bundesland Baden-Württemberg. Die Gemeinde Ostelsheim behielt auch nach der Gebietsreform 1975 ihre Selbstständigkeit.

## Politik

### Gemeinderat
Nach der Kommunalwahl am 9. Juni 2024 hat der Gemeinderat 12 Mitglieder, vier Frauen und acht Männer. Er besteht aus den gewählten ehrenamtlichen Gemeinderäten und dem Bürgermeister als Vorsitzendem. Der Bürgermeister ist im Gemeinderat stimmberechtigt. Die Wahlbeteiligung lag bei 70,06 %.
| Partei                    | Stimmen | Sitze |
| OSTELSHEIMer Freie Wähler | 46,08 % | 6     |
| Unser Ostelsheim (UO)     | 25,96 % | 3     |
| Unabhängige Liste (UL)    | 27,96 % | 3     |

### Bürgermeister
Seit dem 26. Juni 2023 ist Ryyan Alshebl Bürgermeister, nachdem er am 2. April 2023 mit 55,4 Prozent der Stimmen gewählt worden war. Weil Parteipolitik für das Amt des Bürgermeisters keine Rolle spiele, war er als parteiunabhängig zur Wahl angetreten. Privat ist er Mitglied bei Bündnis 90/Die Grünen. Wegen der Tatsache, dass Alshebl acht Jahre zuvor als syrischer Flüchtling nach Deutschland gekommen war, wurde überregional über die Wahl berichtet. Alshebl folgte Jürgen Fuchs (parteilos) nach, der von 2007 bis 2023 amtierte.

### Haushalt
Die Gemeinde Ostelsheim ist mit Stand vom 31. Dezember 2021 schuldenfrei.

## Wirtschaft und Infrastruktur

### Verkehr

#### Straßenverkehr
Durch das Gemeindegebiet verläuft keine Bundesstraße, allerdings befindet sich die Bundesstraße 295 (Stuttgart–Calw) drei Kilometer nördlich von Ostelsheim bei Simmozheim. Die nächstgelegene Autobahnanschlussstelle ist Böblingen-Hulb an der Bundesautobahn 81, etwa zwölf Kilometer südöstlich.

#### Bahnverkehr
Ostelsheim liegt an der Württembergischen Schwarzwaldbahn, die von Stuttgart über Weil der Stadt die Gemeinde erreicht und dann nach Calw weiterzieht. Die Gemeinde wurde infolge der Stilllegung des Abschnitts zwischen Weil der Stadt und Calw für den Güterverkehr 1988 vom Schienennetz abgekoppelt, nachdem der Abschnitt bereits 1983 im Personenverkehr stillgelegt worden war. Der nächstgelegene Bahnhof befindet sich nun ca. drei Kilometer entfernt in Weil der Stadt. Von dort verkehren regelmäßig Busse über Ostelsheim nach Calw.
Der Landkreis plant derzeit die Reaktivierung der Bahnstrecke unter der Bezeichnung Hermann-Hesse-Bahn. Hierfür wird die Kehrschleife um den bei Schafhausen gelegenen Hacksberg durch einen bergmännisch zu errichtenden Tunnel, die sogenannte „Ostelsheimer Kurve“, abgekürzt werden. Der für die Reaktivierung der Strecke erforderliche Iris-Tunnel war im Juni 2024 bis auf die Signal- und Funktechnik fertiggestellt.

### Wasserversorgung
Die Gemeinde Ostelsheim bezieht ihr Trinkwasser vom Zweckverband Schwarzwaldwasserversorgung, dessen Mitglied sie seit 1976 ist. Bereits seit 1972 bestand ein Wasserlieferungsvertrag mit dem Zweckverband.

## Religion

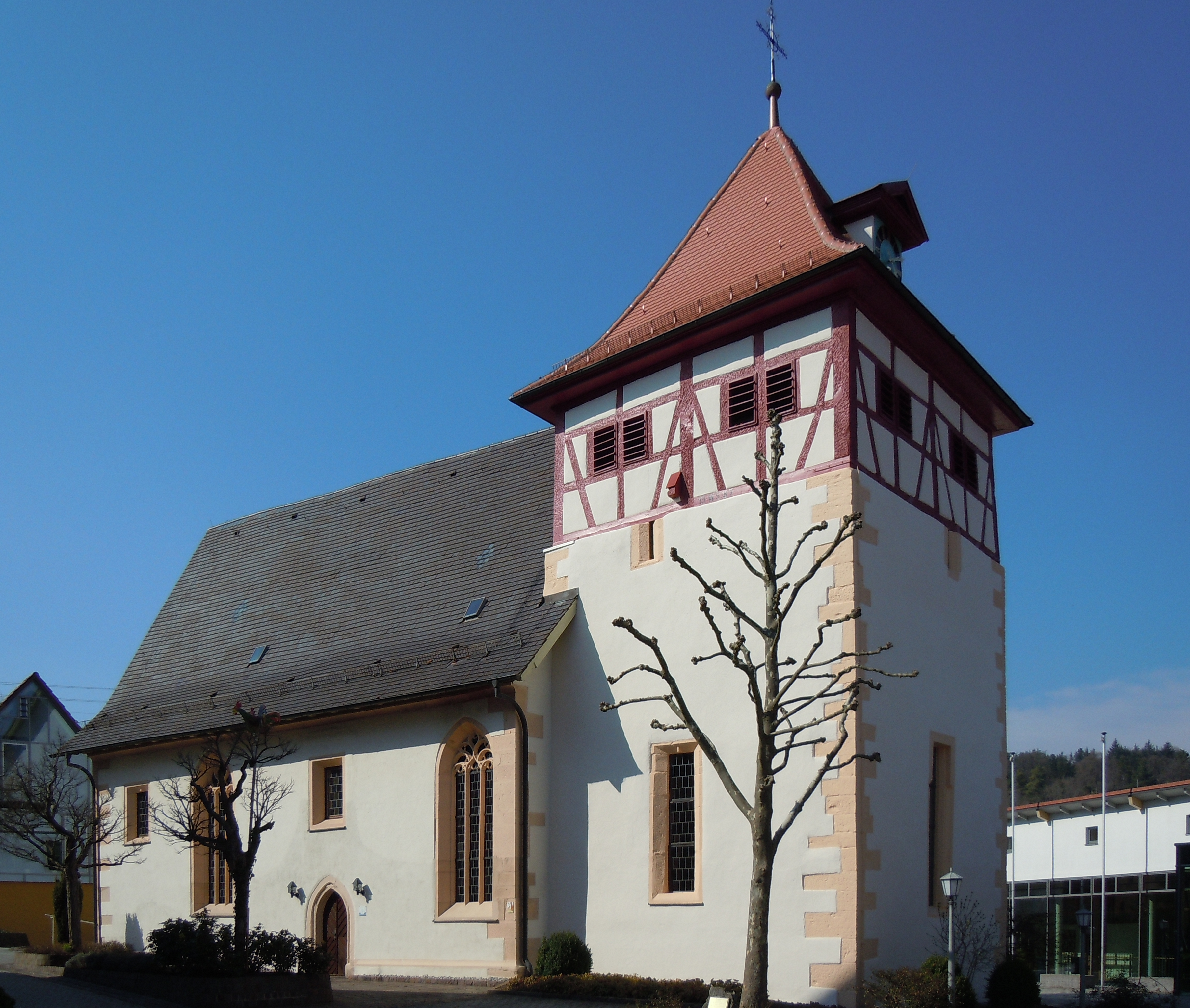
Kirche mit romanischem Turm unterhalb Fachwerk

Ostelsheim ist seit der Reformation protestantisch geprägt. Die evangelische Kirchengemeinde, zum Kirchenbezirk Calw-Nagold in der Evangelischen Landeskirche in Württemberg gehörig, hat ihre Heimat in der zentral gelegenen spätgotischen Dorfkirche von 1488. Die ehemalige Kirchenburg stellt den Typ einer romanischen Gründung mit spätgotischem Ausbau dar. Das Pfarrhaus und das Gemeindehaus in der ehemaligen Zehntscheuer befinden sich in unmittelbarer Nähe. 1546 wurde in Ostelsheim die Reformation eingeführt, deren Leitwort den Schalldeckel der Kanzel in der Kirche schmückt: „Das Wort unseres Gottes bleibet ewiglich“. Die Kanzelbemalung von 1751 mit Christus und der Weltkugel inmitten der vier Evangelisten sowie die Gemälde auf der Emporenbrüstung schmücken das Kirchenschiff. Professor Rudolf Yelin d. J. schuf 1961 die Glasmalerei im Chorfenster (Kreuzabnahme/Grablegung, Auferstehung, Himmlisches Jerusalem) und ersetzte damit eine Arbeit seines Vaters Rudolf Yelin d. Ä. vom Anfang des 20. Jahrhunderts.
Katholisch gesehen gehört Ostelsheim zur Pfarrei St. Leonhard Dätzingen, die Kirchengemeinde unterhält in Ostelsheim ein Gemeindehaus.

## Söhne und Töchter der Gemeinde

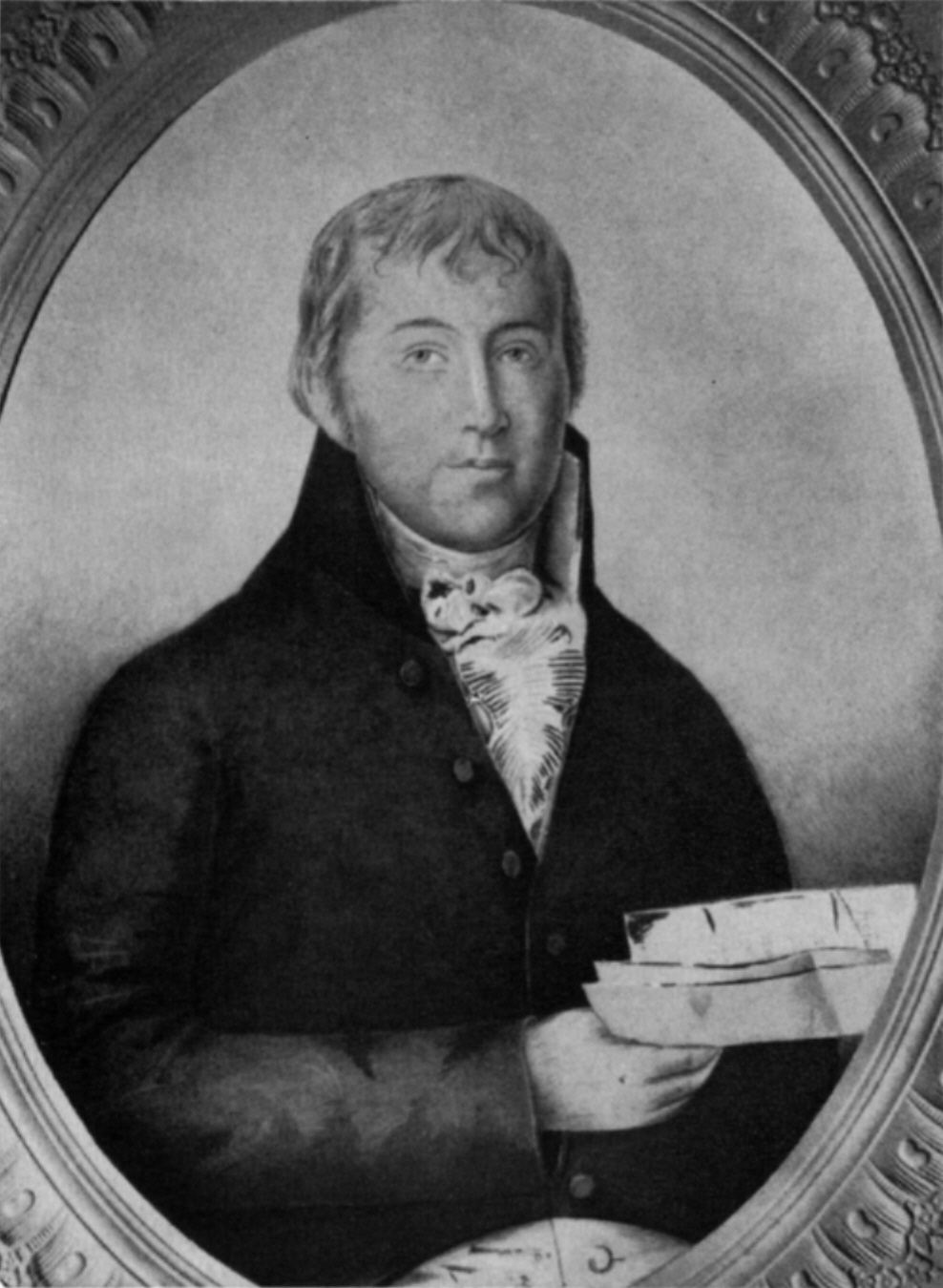
Gottlieb Wilhelm Hoffmann

- Gottlieb Wilhelm Hoffmann (1771–1846), Notar und Bürgermeister, Gründer der beiden württembergischen Brüdergemeinden in Korntal und Wilhelmsdorf